# Günther Pfeffer
Günther Pfeffer (* 23. Oktober 1914 in Berlin; † 25. April 1966 in Bonn) war ein deutscher U-Boot-Kommandant.

## Leben
Am 8. April 1934 trat Pfeffer als Offiziersanwärter in die Reichsmarine ein. Nach erfolgter Grund- und Bordausbildung sowie den zahlreichen Lehrgängen als Fähnrich zur See, legte er die Offiziershauptprüfung ab. Nach der U-Bootsausbildung, wurde er im Januar 1941 I. Wachoffizier auf U 67.
Vom 5. Juni bis zum 2. Juli 1941 übernahm er kurzfristig das Kommando von U 67 in Vertretung. Im Anschluss erfolgte von Juli 1941 bis zum 24. Oktober 1941 der Kommandanten-Lehrgang bei der 24. U-Flottille in Memel sowie der 7. U-Flottille in St. Nazaire und die Baubelehrung für U 171 bei der Kriegsschiffbaulehrabteilung U-Nord in Bremen. Am 25. Oktober 1941 stellte er U 171 offiziell in Dienst. Mit dem neuen Boot ging es anschließend zur Ausbildung in die Ostsee. Am 30. Mai 1942 erfolgte die erste und einzige Einsatzfahrt. Auf dem Rückmarsch aus dem Golf von Mexiko lief das Boot, am 9. Oktober 1942, in der Biskaya auf eine Mine und sank. Pfeffer wurde gerettet.
Im November 1942 ging es erneut zur Baubelehrung. In Bremen bei der 6. Kriegsschiffsbaulehrabteilung, erfolgte diese Baubelehrung für U 170. Er stellte das Boot am 19. Januar 1944 in Dienst. Nach der abermaligen Ausbildung in der Ostsee, führte er bis zum Juli 1944 drei Einsatzfahrten durch und gab anschließend das Kommando an Hans-Gerold Hauber ab. Im August 1944 übernahm er kurz das Kommando über U 548 in Vertretung und wechselte ab November 1944 als Ausbildungsleiter zum Höheren Kommando der Torpedoschulen und zur Wehrmachtskommandatur nach Kiel.
Günther Pfeffer starb am 25. April 1966, im Alter von 51 Jahren, in Bonn. Sein letzter Dienstgrad bei der Kriegsmarine war Kapitänleutnant (1. März 1942). Er wurde mit dem Eisernen Kreuz 2. Klasse, dem Eisernen Kreuz 1. Klasse und dem U-Bootskriegsabzeichen 1939 ausgezeichnet.